# Rhipidia peratripes
Rhipidia peratripes är en tvåvingeart som först beskrevs av Alexander 1967.  Rhipidia peratripes ingår i släktet Rhipidia och familjen småharkrankar. Inga underarter finns listade i Catalogue of Life.